# Pseudodrifa groenlandica
Pseudodrifa groenlandica är en korallart som först beskrevs av Molander 1915.  Pseudodrifa groenlandica ingår i släktet Pseudodrifa och familjen Nephtheidae. Inga underarter finns listade i Catalogue of Life.